# JCSAT-2B
JCSAT-2B (vor dem Start auch als JCSAT-14 bezeichnet) ist ein kommerzieller Kommunikationssatellit der japanischen Firma SKY Perfect JSAT.
Er wurde am 6. Mai 2016 um 5:21 UTC mit einer Falcon 9 v1.2 Trägerrakete vom Raketenstartplatz Cape Canaveral in eine geostationäre Umlaufbahn gebracht und soll JCSAT-2A ersetzen. Die Abtrennung der Erststufe erfolgte 2 Minuten und 40 Sekunden nach dem Start, kurz darauf zündete die zweite Stufe für etwa 7 Minuten und brachte das Gespann Oberstufe und Satellit in einen Parkorbit. 26,5 Minuten nach dem Start erfolgte eine zweite Brennphase der Oberstufe, die JCSAT-14 auf einen leicht supersynchronen geostationären Transferorbit mit einem Apogäum von mindestens 36.000 km brachte. Die Erststufe landete nach der Abtrennung erfolgreich auf der Seeplattform ASDS.
Der dreiachsenstabilisierte Satellit ist mit 18 Ku-Band und 26 C-Band Transpondern ausgerüstet und versorgt von der Position 154° Ost aus Asien, Russland, Ozeanien und die pazifischen Inseln mit Telekommunikationsdienstleistungen. Das Ku-Band-System soll Kunden in Asien, in Russland, Ozeanien und den Pazifik-Inseln mit High-Speed-Verbindungen für See-, Luft- und Erderkundungsanwendungen versorgen. Spezielle Ku-Band Spotbeams sollen eine hohe Kommunikationbandbreite für Japan und den asiatisch-pazifischen Raum zur Verfügung stellen. Die C-Band Nutzlast soll Fernsehübertragungen, Mobilkommunikation und Datendienste von Russland nach bis nach Hawaii liefern. JCSAT-14 wurde auf Basis des Satellitenbus SSL-1300 der Space Systems/Loral (SSL) gebaut und besitzt eine geplante Lebensdauer von 15 Jahren. Der Satellit wurde 2012 bei SSL bestellt und SpaceX im Januar 2014 mit dem Start des Satelliten beauftragt.